# Hauptverband der österreichischen Sozialversicherungsträger
Der Hauptverband der Sozialversicherungsträger wurde im Jahr 1948 gegründet und später in Hauptverband der österreichischen Sozialversicherungsträger umbenannt. Er war bis Ende 2019 das organisatorische Dach über der Kranken-, Unfall- und Pensionsversicherung Österreichs. Im Rahmen einer tiefgreifenden Umgestaltung durch das Sozialversicherungs-Organisationsgesetz wurde der Hauptverband ab 1. Jänner 2020 in Dachverband der Sozialversicherungsträger umbenannt und tiefgreifend umorganisiert. Die Rechtsperson blieb jedoch dieselbe, womit auch alle abgeschlossenen Verträge vorerst unverändert weiter bestehen blieben.

## Organisation und Selbstverwaltung
Die österreichische Sozialversicherung wird nach dem Prinzip der Selbstverwaltung durchgeführt. Selbstverwaltung bedeutet, dass der Staat bestimmte ihm obliegende Verwaltungsaufgaben jenen Personengruppen überträgt, die daran ein unmittelbares Interesse haben. Aus Vertreterinnen und Vertretern dieser Personengruppen sind Verwaltungskörper zu bilden, denen die dem Staat gegenüber weisungsfreie Durchführung des betreffenden Verwaltungsbereichs obliegt.
Die Selbstverwaltungsgremien des Hauptverbandes waren zuletzt die Trägerkonferenz und der Verbandsvorstand.

### Trägerkonferenz
Die Trägerkonferenz bestand aus den Obfrauen und Obmännern und dem ersten Stellvertreter der Versicherungsträger sowie drei Seniorenvertretern. So wurden die einzelnen Sozialversicherungsträger in die Selbstverwaltung des Hauptverbandes eingebunden. Die Trägerkonferenz ist das rechtsetzende Organ des Hauptverbandes. Ihr oblagen die Beschlussfassung über
– den Jahresvoranschlag (Budgetrecht),
– den Jahresbericht (bestehend aus dem Rechnungsabschluss und den statistischen Nachweisungen),
– die Satzung, die Mustersatzung, die Musterkrankenordnung und die Mustergeschäftsordnung,
– Richtlinien,
– die Zielsteuerung zur Koordinierung des Verwaltungshandelns der Sozialversicherungsträger,
– ein Leitbild für den Hauptverband.

### Verbandsvorstand
Der Verbandsvorstand bestand aus zwölf Mitgliedern, die von der Trägerkonferenz über Vorschlag der Interessensvertretungen entsandt wurden.
Er umfasste:
6 Dienstnehmervertreter
– 5 Mitglieder wurden von der Bundesarbeitskammer aus dem Kreis der Dienstnehmer vorgeschlagen
– 1 Mitglied wurde von der Gewerkschaft öffentlicher Dienst vorgeschlagen
6 Dienstgebervertreter
– 5 Mitglieder wurden von der Wirtschaftskammer Österreich aus dem Kreis der Dienstgeber vorgeschlagen
– 1 Mitglied wurde von der Präsidentenkonferenz der Landwirtschaftskammern Österreichs („Landwirtschaftskammer Österreich“) vorgeschlagen.
Der Verbandsvorstand war das geschäftsführende Organ des Hauptverbandes. Ihm oblag:
– die Wahrnehmung aller Aufgaben, die nicht ausdrücklich der Trägerkonferenz übertragen sind, sowie
– die Vertretung des Hauptverbandes nach außen.
Die Amtsdauer der Verwaltungskörper beim Hauptverband dauerte jeweils vier Jahre.

### Vorsitzende der Konferenz des Hauptverbandes der österreichischen Sozialversicherungsträger
1949–1959: Johann Böhm
1959–1968: Friedrich Hillegeist
1968–1976: Gerhard Weißenberg
1976–1984: Franz Millendorfer
1984–1988: Adolf Czettel
1989–1990: Rudolf Sametz
1991–1997: Richard Leutner
1997–2001: Hans Sallmutter
2001–2005: Herwig Frad und Martin Gleitsmann (jährlich alternierend)
2005–2009: Erich Laminger
2009–2014: Hans Jörg Schelling
2014–2015: Peter McDonald
2015–2017: Ulrike Rabmer-Koller
2017–2019: Alexander Biach

### Generaldirektoren des Hauptverbandes
1. Jänner 1948 bis 30. November 1949: Johann Böhm als vorläufiger Verwalter, Reinhold Melas einstweilig mit der Führung der Geschäfte betraut
1. Dezember 1949 bis 31. Dezember 1970: Reinhold Melas
1. Jänner 1971 bis 31. Mai 1989: Alois Dragaschnig
1. Juni 1989 bis 31. März 1991: Karl-Heinz Wolff
1. April 1991 bis 31. Dezember 2001: Walter Geppert
1. Jänner 2002 bis 31. März 2013: Josef Kandlhofer (vom 1. Jänner 2002 bis 31. März 2005 als „Sprecher der Geschäftsführung“, ab 1. Jänner 2005 unter Weisungsbindung an den Verwaltungsrat), danach als leitender Angestellter Mitglied des an den Verbandsvorstand weisungsgebundenen Verbandsmanagements (§ 441g ASVG)
1. April 2013 bis 31. Dezember 2019: Josef Probst